# Эд II (герцог Бургундии)
Эд II (фр. Eudes II de Bourgogne, ок. 1120 — 26 или 27 сентября 1162) — герцог Бургундии с 1143, сын герцога Бургундии Гуго II и Матильды де Майенн.

## Биография
В молодости Эд отправился в графство Португалия бороться вместе с его двоюродным братом Афонсу против мусульман Испании. 
В 1143 году, после смерти своего отца, он стал герцогом Бургундии и, видимо, не следовал  политике своего отца, лояльного по отношению к королям Франции из династии Капетингов. Во время коронации Людовика VII в 1137 году Эд отказался присягнуть ему и согласился сделать это только после приказа папы римского. Людовик VII не хотел продолжать войну со своими вассалами, а отправился в крестовый поход в Святую землю, где пребывал в 1147-1149. 
Эд был феодалом, который не пытался уклоняться от типичной разбойничьей деятельности, как это делали его дед, Эд I и прадед, Роберт I. Несмотря на это, герцогство продолжало пребывать в мире и процветании. 
В 1145 году он женился на Марии де Блуа, дочери графа Шампани и Блуа Тибо IV. Эд, возможно, чтобы очиститься от грехов, решил совершить паломничество в Святую землю, но умер во время похода в 1162 году. Его вдова правила герцогством в течение нескольких лет с сыном Гуго, а затем ушла в монастырь, а в 1174 году стала настоятельницей аббатства Фонтевро. 
Вероятно, что Эд был первым герцогом Бургундии, носившим флаг герцогства на своем оружии.

## Брак и дети
Жена: с 1145 года Мария де Блуа (1128—11 марта или 17 августа ок. 1190), дочь Тибо IV, графа Блуа. Дети:
- Аликс (ок. 1146—1192); 1-й муж с ок. 1164: Аршамбо Молодой (29 июня 1140—26 июля 1169) сын сеньора Аршамбо VII де Бурбон; 2-й муж: Эд де Деоль (ум. ок. 1208), сеньор де Шатомелан
- Гуго III (ок. 1148—25 августа 1192), герцог Бургундии с 1162
- Матильда (ум. 22 июля 1220); муж: Роберт IV (ум. 1194), граф Оверни